# Negritude Júnior
Negritude Júnior ist eine brasilianische Pagodeband aus Carapicuíba, bei Osasco im Großraum von São Paulo.

## Werdegang
Negritude Júnior wurde 1986 von den Freunden Nênê, Ari, Feijão, Claudinho und Waguininho gegründet. Später kamen Netinho de Paula, Lino Izaguirre und Fabinho zu der Band. Die Bandmitglieder waren zu diesem Zeitpunkt zwischen 12 und 15 Jahren alt und wohnten in einer Cohab-Siedlung in Carapicuíba, im Osten von São Paulo. Die Prägung durch die Armut und das Leben in marginalisierten Wohnbezirken fand ihren Ausdruck in späteren Liedern wie „Cohab City“.
Regelmäßig am Sonntag trafen sie sich auf der Praça do Samba in Osasco, um gemeinsam zu musizieren. Ein Musikproduzent entdeckte die talentierten Jugendlichen, deren Gruppenname Negritúde Júnior wurde. Ihren ersten Auftritt hatte die Gruppe am 18. Mai 1986.
Negritude Júnior ist mittlerweile 25 Jahre im Musikgeschäft, hat zehn Alben aufgenommen, 4,5 Millionen Platten verkauft, acht Goldene und sieben Platinplatten gewonnen, darüber hinaus vier Doppelplatinplatten. Zu ihren Shows kommen im Jahr rund 480.000 Besucher und 10 Millionen Fernsehzuschauer sehen ihre Auftritte. Ihre Musik gehört zu den 20 am meisten gespielten Songs in Brasilien. Zu ihren größten Erfolgen gehören „Jeito de Seduzir“, „Amor a Vera“, „Algo de Valor“, „Vida de Rei“, „Chica Guerreira“, „Canto de uma Senzala“, „Te Amo Princesa“, „Coração Aberto“, „Triste Andança“, „La Tina“ und „Família Negritude Júnior“.

## Diskografie
- 1992: Jeito de Seduzir
- 1993: Natural (BR: Gold)[5]
- 1994: Deixa Acontecer (BR: Gold)
- 1995: Gente da Gente (BR: ×2Doppelplatin )
- 1996: Nosso Ninho (BR: ×2Doppelplatin )
- 1997: Sedução na Pele (BR: Gold)
- 1998: Porcelana (BR: Platin)
- 2000: Periferia
- 2002: Atitude
- 2005: É Tudo Nosso